# Phumosia vittata
Phumosia vittata är en tvåvingeart som först beskrevs av Charles Howard Curran 1927.  Phumosia vittata ingår i släktet Phumosia och familjen spyflugor.
Artens utbredningsområde är Kongo. Inga underarter finns listade i Catalogue of Life.